# Reece Mastin
Reece Mastin (* 28. listopadu 1994, Scunthorpe, Velká Británie) je australský zpěvák, který se proslavil vítězstvím třetí řady australského The X Factoru. Narodil se v anglickém městečku Scunthorpe, ale v roce 2005 se přestěhovali do města Greenwith v severní Austrálii. Mezi své idoly uvádí Stevena Tylera. Hraje na kytaru, bicí, baskytaru a piano. Hrál již v několika kapelách a dokonce už i vydal své vlastní EP.

## Kariéra

### X Factor
Mastin zpíval na castingu píseň "Come Get Some" od skupiny Rooster. Největší pochvalu získal za písničku "Dream On" od Aerosmith.

## Diskografie

### Singly
| Rok  | Singl        | Umístění v hitparádě | Umístění v hitparádě | Album |
| Rok  | Singl        | AUS                  | NZL                  | Album |
| ---- | ------------ | -------------------- | -------------------- | ----- |
| 2011 | "Good Night" | -                    |                      | -     |